# The Screen Behind the Mirror
Albums de Enigma
Le Roi est mort, vive le Roi!
(1996) Love Sensuality Devotion: The Greatest Hits
(2001)
The Screen Behind the Mirror est le quatrième album d'Enigma sorti le 14 janvier 2000 chez Virgin Records. Selon les estimations, il s'est vendu à 53 600 exemplaires en France.

## Titres
1. "The Gate" (Michael Cretu) – 2:03
2. "Push the Limits" (Cretu, Jens Gad) – 6:27
3. "Gravity of Love" (Cretu) – 4:01
4. "Smell of Desire" (Cretu, David Fairstein) – 4:55
5. "Modern Crusaders" (Cretu) – 3:51
6. "Traces (Light and Weight)" (Cretu, Gad) – 4:13
7. "The Screen Behind the Mirror" (Cretu) – 3:59
8. "Endless Quest" (Cretu) – 3:07
9. "Camera Obscura" (Cretu) – 1:39
10. "Between Mind & Heart" (Cretu) – 4:09
11. "Silence Must Be Heard" (Cretu, Gad) – 5:20